# Чемпионат СССР по боксу 1977
43-й чемпионат СССР по боксу проходил 14-20 марта 1977 года во Фрунзе (Киргизская ССР).

## Медалисты
| Весовая категория                   | Золото                                    | Серебро                                      | Бронза                                                                                        |
| ----------------------------------- | ----------------------------------------- | -------------------------------------------- | --------------------------------------------------------------------------------------------- |
| Первый наилегчайший вес (до 48 кг)  | Анатолий Клюев Вооруженные силы Краснодар | Василий Плакущий Вооруженные силы Алма-Ата   | Амиран Хизанишвили «Буревестник» Тбилиси Денисов Владимир «Динамо» Волгоград                  |
| Второй наилегчайший вес (до 51 кг)  | Александр Ткаченко «Динамо» Донецк        | Александр Дугаров Вооруженные силы Москва    | Михаил Патютько «Зенит» Уфа Юрий Богданов «Буревестник» Ивано-Франковск                       |
| Легчайший вес (до 54 кг)            | Феликс Пак Вооруженные силы Ташкент       | Александр Веснинский «Труд» Орджоникидзе     | Давид Торосян «Трудовые резервы» Ереван Иван Перец «Динамо» Минск                             |
| Полулёгкий вес (до 57 кг)           | Виктор Рыбаков «Трудовые резервы» Москва  | Анатолий Волков «Зенит» Москва               | Геннадий Сакулин «Спартак» Пермь Вячеслав Коликов Вооруженные силы Саранск                    |
| Лёгкий вес (до 60 кг)               | Василий Соломин Вооруженные силы Москва   | Владимир Сорокин «Трудовые резервы» Оренбург | Дмитрий Грубов Вооруженные силы Ташкент Сергей Циронян «Зенит» Киев                           |
| Первый полусредний вес (до 63,5 кг) | Валерий Гришковец «Буревестник» Фрунзе    | Владимир Рослов «Спартак» Фрунзе             | Александр Стрельников Вооруженные силы Алма-Ата Валерий Котовщиков «Трудовые резервы» Иркутск |
| Второй полусредний вес (до 67 кг)   | Валерий Рачков «Динамо» Алма-Ата          | Валерий Лимасов «Трудовые резервы» Уфа       | Вячеслав Бодня «Трудовые резервы» Рига Владимир Юдин «Буревестник» Фергана                    |
| Первый средний вес (до 71 кг)       | Виктор Савченко «Авангард» Днепропетровск | Алексей Круц «Спартак» Фрунзе                | Вячеслав Лушников «Буревестник» Белгород Александр Конюшихин «Зенит» Куйбышев                 |
| Второй средний вес (до 75 кг)       | Леонид Шапошников Вооруженные силы Львов  | Анатолий Климанов Вооруженные силы Киев      | Сергей Михалёв «Спартак» Фрунзе Владимир Шин Вооруженные силы Ташкент                         |
| Полутяжёлый вес (до 81 кг)          | Давид Квачадзе «Буревестник» Тбилиси      | Николай Ерофеев «Жальгирис» Каунас           | Виктор Пумболов Вооруженные силы Киев Лев Геворкян «Динамо» Кировакан                         |
| Тяжёлый вес (свыше 81 кг)           | Евгений Горстков «Зенит» Орск             | Пётр Заев «Динамо» Липецк                    | Игорь Высоцкий «Трудовые резервы» Москва Хорен Инджян «Ашхатанк» Ереван                       |